# 松花湖
43°39′18″N 126°51′45″E / 43.6551°N 126.8625°E

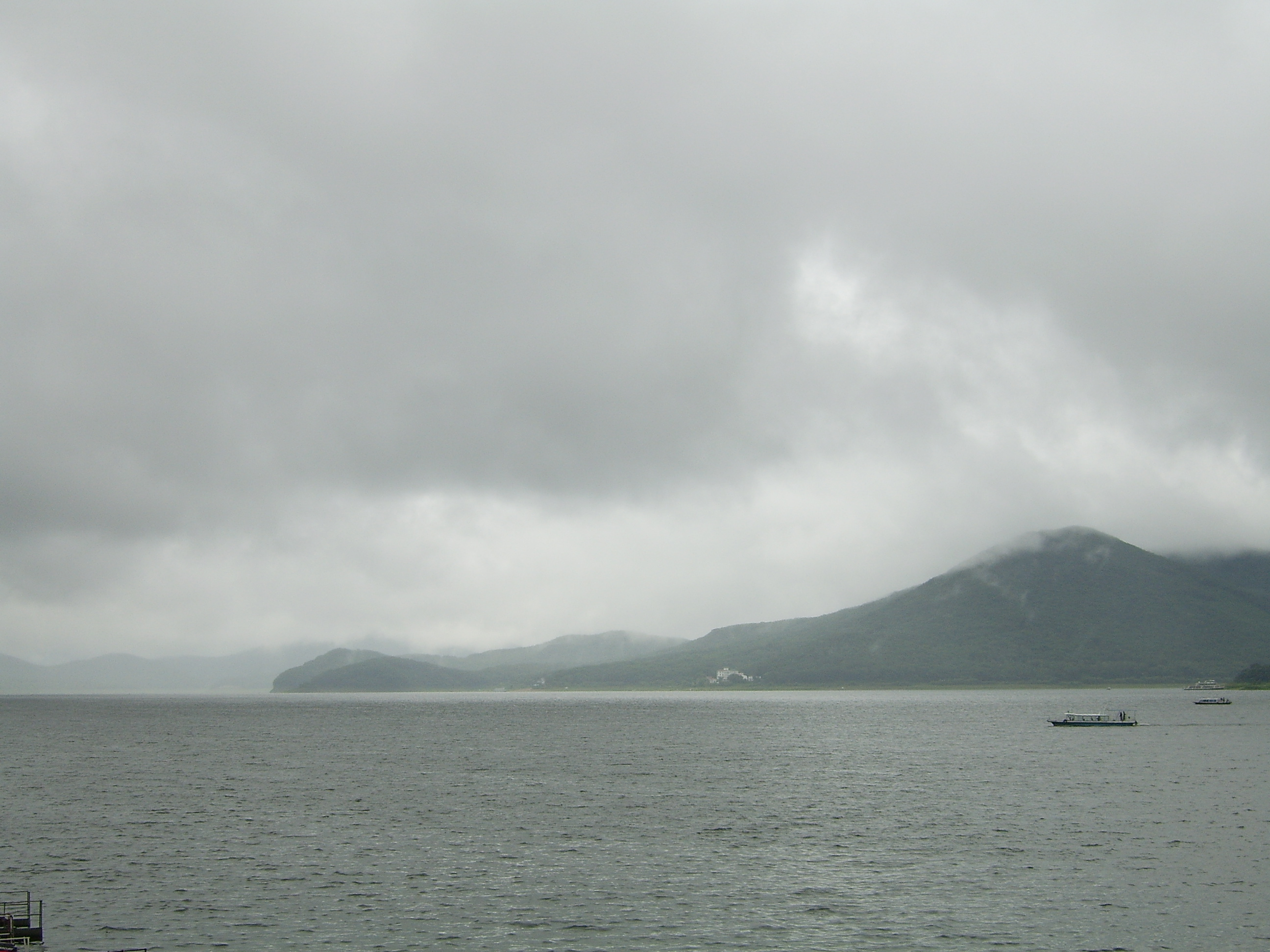
雨中的松花湖

松花湖即丰满水库，位于吉林省吉林市境内的第二松花江上，是吉林省最大的湖泊。是1937年拦截松花江水，建设丰满水电站形成的人工湖。湖面面积550平方公里，最大蓄水量108亿立方米。1988年松花湖被国务院批准为全国重点风景区。 